# Дворянков, Николай Александрович
Николай Александрович Дворянков (3 января 1923 года, Москва — 17 декабря 1979 года, Москва) — советский востоковед, внёсший значительный вклад в изучение языка пушту, доктор филологических наук, профессор. Почетный член Афганской академии «Пашто толына».

## Биография
Родился в Москве в семье рабочего. В 1940—1956 годах проходил военную службу. В 1945 году окончил Военный институт иностранных языков. В 1950 году окончил адъюнктуру этого института, защитив 18 мая кандидатскую диссертацию на тему: «Семантика и функции служебных глаголов в современном афганском языке (пушту)». 3 октября 1953 года присвоено учёное звание доцента.
С 1957 года работал в Институте востоковедения Академии наук СССР в должностях научного сотрудника и с 22 июля 1960 года — старшего научного сотрудника. В 1957—1961 годах — заместитель директора института, в 1961—1979 — заведующий сектором индийских, иранских и семитских языков. 5 октября 1967 года защитил докторскую диссертацию о поэзии на пушту. В 1968 году, по другим данным — 13 марта 1970 года присвоено учёное звание профессора. В 1960—1970‑х годах преподавал пушту на кафедре иранской филологии МГУ.
По некоторым данным был популярен в Афганистане, хорошо относился к Х. Амину, был близок к Н. Тараки, учителем которого Н. А. Дворянков являлся. В соавторстве с Тараки они написали несколько книг на пушту. Высказывался против силового вмешательства во внутренние дела Афганистана, обращался по этому поводу в ЦК КПСС, в результате чего Ю. В. Андропов приказал отозвать его из Кабула. Смерть Н. А. Дворянкова некоторые источники связывают с переживаниями по поводу убийства Тараки, другие — по поводу введения советских войск в Афганистан.

## Научная деятельность
В области языкознания активно участвовал в исследовании некоторых узловых вопросов грамматики пушту: эргативного строя предложения, словообразования глагола и глагольной фразеологии, грамматических категорий глагола и других. Придерживаясь комплексного подхода к изучению пушту, большое внимание уделял исследованию особенностей функционирования этого языка, его взаимоотношений с другими языками Афганистана, разрабатывал проблему стилей и языковой нормы. Н. А. Дворянкова также интересовали вопросы диалектологии, топонимики, этимологии, исторических и генетических связей языков Афганистана с языками других групп и семей.
Во второй половине 1960-х и в 1970-е годы центральное место в изысканиях учёного заняли социолингвистические исследования. Его статья 1965 года об условиях формирования и развития литературно-письменного языка пушту и через полвека не потеряла научную актуальность.
Внёс существенный вклад в изучение афганской литературы. Провёл анализ творчества отдельных поэтов и писателей: Хушхаля Хаттака, Маланг-джана, Гуль Пача Ульфата, Абдурауфа Бенавы. Исследовал общие закономерности развития афганской литературы. Автор статей по проблемам просветительства, о становлении реализма в афганской поэзии, развитии жанра новеллы и другим вопросам. Особое место в его литературоведческих изысканиях занимала поэзия. Помимо научных исследований, в качестве хобби переводил стихи пуштунских поэтов, проявил себя как популяризатор восточной литературы, приняв деятельное участие в публикации сборников переводов на русский язык произведений афганских прозаиков «Заргуна» (М.: Вост. лит., 1961) и «Заколдованный город» (М.: Наука, 1972).
Автор более 50 научных работ, активный участник создания учебников и учебных пособий по пушту. Награждён медалями СССР.
Значительное место в деятельности Н. А. Дворянкова занимало научное редактирование. Под его редакцией вышел универсальный справочник «Современный Афганистан» (М.: Вост. лит., 1960), для своего времени являвшийся работой наиболее полной, дававшей детальное представление о различных аспектах жизни страны. Н. А. Дворянков редактировал фундаментальный Афганско-русский словарь (Сост. М. Г. Асланов. М.: Советская энциклопедия, 1966. Переиздан в 1985 году издательством Русский язык под заглавием «Пушту-русский словарь»), серию сборников статей «Индийская и иранская филология» (1964—1976) и ряд других сборников в издательствах Наука и Восточная литература.